# Paradombeya burmanica
Paradombeya burmanica är en malvaväxtart som beskrevs av Otto Stapf. Paradombeya burmanica ingår i släktet Paradombeya och familjen malvaväxter. Inga underarter finns listade i Catalogue of Life.